# Mount Gray
Mount Gray ist ein durch Gletschereinwirkung abgerundeter Berg an der Ruppert-Küste des westantarktischen Marie-Byrd-Lands. Im südwestlichen Teil der McDonald Heights ragt er 3 km nördlich des Oehlenschlager Bluff an der Ostflanke des Hull-Gletschers auf.
Wissenschaftler der United States Antarctic Service Expedition (1939–1941) entdeckten ihn bei einem Überflug im Dezember 1940 und benannten ihn nach Orville Gray, Flugmaschinenmaat und Flugleiter bei den während dieser Forschungsreise durchgeführten Flügen.